# Aeroportul Tabiteuea Süd
Aeroportul Tabiteuea Süd (IATA: TSU, ICAO: NGTS) este un aeroport din Kiribati.
Situat la o altitudine de 2 m, aeroportul dispune de o singură pistă.